# Böyükşor gölü
Böyükşor gölü – słone jezioro reliktowe w Azerbejdżanie, w środkowej części Półwyspu Apszerońskiego, na terenie miasta Baku, w granicach rejonów Binəqədi, Sabunçu oraz Nərimanov.

## Hydrografia

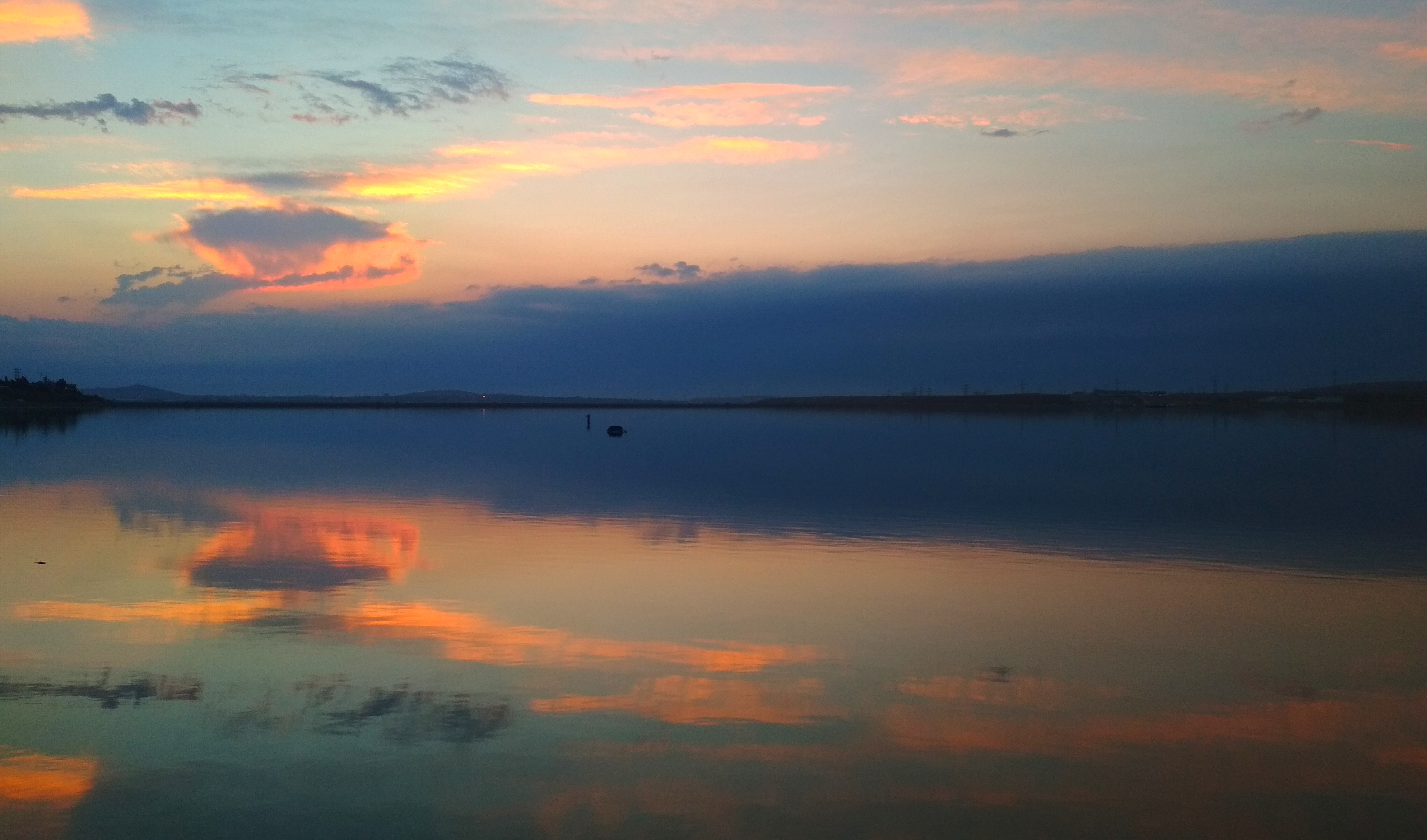
Jezioro widziane od strony Stadionu Olimpijskiego w Baku

Jest największym, a jednocześnie najbardziej zanieczyszczonym, spośród ponad stu jezior położonych na Półwyspie Apszerońskim. Rzędna lustra akwenu systematycznie podnosi się wraz z dopływem wód złożowych oraz ścieków gospodarczych i przemysłowych. Według źródeł z 2020 znajduje się na wysokości 12 lub 12,6 m n.p.m. Wraz ze zmianą wysokości lustra wody zmienia się powierzchnia jeziora i jego głębokość. Według źródeł z 2020 Böyükşor gölü zajmuje 13 lub 14,2 km², a głębokość maksymalna dochodzi do 3,5 lub 4 m. Zgodnie z danymi Ministerstwa Ekologii i Zasobów Naturalnych Azerbejdżanu (Azərbaycan Respublikası Ekologiya və Təbii Sərvətlər Nazirliyi) tafla wody pokrywa 16,2 km², co stawia jezioro na trzeciej pozycji pod względem powierzchni w kraju, po Sarısu oraz Ağgöl. Jego objętość szacowana jest według różnych źródeł na około 27,5 lub 45 mln m³. Z północnego zachodu na południowy wschód rozciąga się na długości około 10 km, przy szerokości 1,5–2 km.

## Ekologia
Właściwości lecznicze błota i soli wydobywanych z jeziora Böyükşor znane były już w starożytności. Przemysłowe pozyskiwanie soli rozpoczęto w 1930, lecz w wyniku znacznego zanieczyszczenia ropą naftową i produktami ropopochodnymi już w latach 60. XX wieku zaprzestano jej wydobycia. Na złą sytuację ekologiczną jeziora wpływają także spływające doń ścieki gospodarcze i przemysłowe z wybudowanych w jego pobliżu domów i zakładów przemysłowych. Według badań opublikowanych w 2012 zanieczyszczenie ołowiem przekraczało dopuszczalne normy 300 razy, miedzi 200, a cynku 170. Lustro wody pokryte jest oleistą warstwą złożoną głównie z produktów ropopochodnych i surfaktantów. Osady denne nasycone są olejem opałowym na co najmniej metr i zatraciły wszelkie właściwości lecznicze. Według danych Ministerstwa Ekologii i Zasobów Naturalnych Azerbejdżanu (Azərbaycan Respublikası Ekologiya və Təbii Sərvətlər Nazirliyi) 49 zakładów przemysłowych i komunalnych odprowadza do jeziora około 18 tysięcy m³ ścieków dziennie.

## Infrastruktura

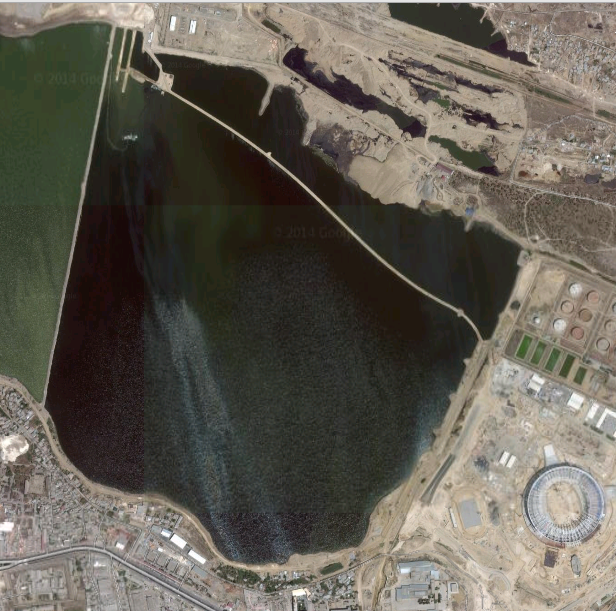
Zdjęcie satelitarne położenia Stadionu Olimpijskiego w Baku względem Böyükşor gölü. Na zdjęciu widać tamy wybudowane przed igrzyskami europejskimi w 2015

W bezpośrednim sąsiedztwie jeziora położony jest Stadion Olimpijski w Baku. Przed I Igrzyskami Europejskimi w 2015 zdecydowano o konieczności oczyszczenia jeziora. W tym celu jezioro podzielono na kilka stref oddzielonych od siebie tamami, tak by oczyszczona woda w jednej części nie mieszała się z zanieczyszczoną z innej.

## Bioróżnorodność
Wokół jeziora wytworzyły się gleby szarobrązowe. Porasta je roślinność halofilna, wśród niej m.in.: Climacoptera crassa, Suaeda altissima, Caroxylon dendroides. Na terenach nadbrzeżnych odnotowano takie bezkręgowce, jak: nadobnik włoski (Calliptamus italicus), Aphodius granarius z podrodziny plugowatych, Agrotis spinifera, Agrotis segetum, Lepidoptera pupa z rodziny sówkowatych, skorek pospolity (Forficula auricularia), a także ślimak winniczek (Helix pomatia).

### Awifauna
Nad jeziorem zaobserwowano 42 gatunki ptaków należące do 8 rzędów. Najliczniej reprezentowane były wróblowe, wśród których odnotowano 18 gatunków. Stwierdzono także 10 gatunków siewkowych, 5 gatunków blaszkodziobych, po 3 gatunki należące do sokołowych i żurawiowych i po 1 zaliczanym do perkozowych, pelikanowych i bocianowych. Spośród nich 15 to gatunki osiadłe – perkoz zausznik (Podiceps nigricollis), kormoran zwyczajny (Phalacrocorah carbo), błotniak stawowy (Circus aeruginosus), kokoszka zwyczajna (Gallinula chloropus), łyska zwyczajna (Fulica atra), dzierlatka zwyczajna (Galerida cristata), wąsatka (Panurus biarmicus), remiz zwyczajny (Remiz pendulinus), gawron (Corvus frugilegus), szpak zwyczajny (Sturnis vulgaris), zięba zwyczajna (Fringilla coelebs), szczygieł (Cardutlis cardutlis), wróbel zwyczajny (Passer domesticus), mazurek (Passer montanus), wróbel śródziemnomorski (Passer hispaniolensis).